# Església de Santiago (la Corunya)
L'Església de Santiago és un temple cristià situat en el nucli antic de la ciutat de la Corunya, a Galícia. Va ser declarada Monument històric-artístic el 18 d'agost de 1972.

## Característiques
Va ser construïda a la segona meitat del segle xii, tot i que ha patit reformes posteriors. És una església d'estil romànic. L'antiga planta es desenvolupava en tres naus i tres absis, destacant les dues portes laterals i la porta de la façana principal. És en la façana occidental on trobem la portada, formada per arcs apuntats, amb la imatge de Santiago Matamoros a cavall en el timpà.
A la part superior s'obre una rosassa, mentre que els murs laterals s'articulen mitjançant contraforts i dues portades formades per arcs de mig punt. Avui en dia el temple només té una nau.

## Galeria d'imatges

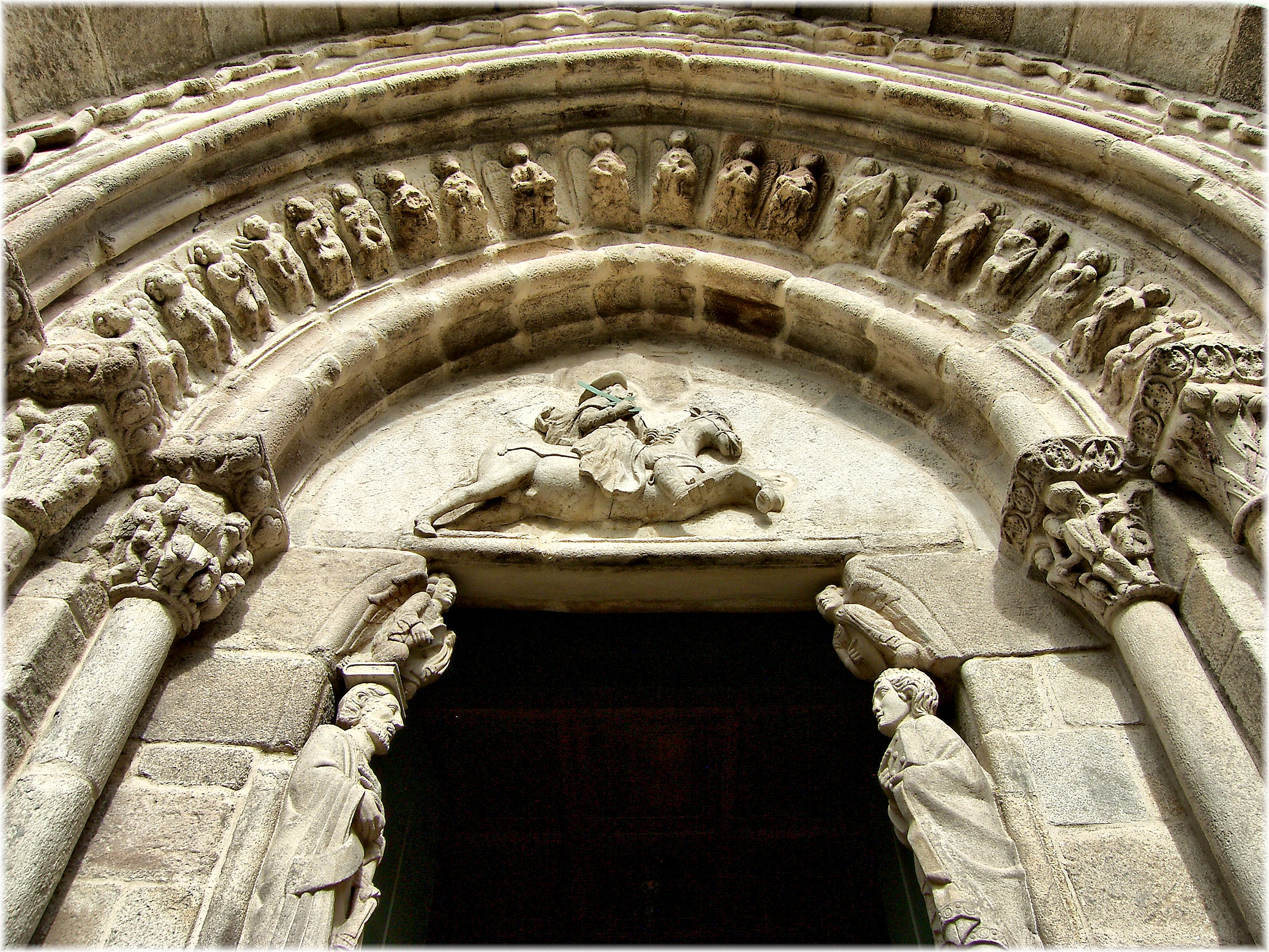
Portada principal
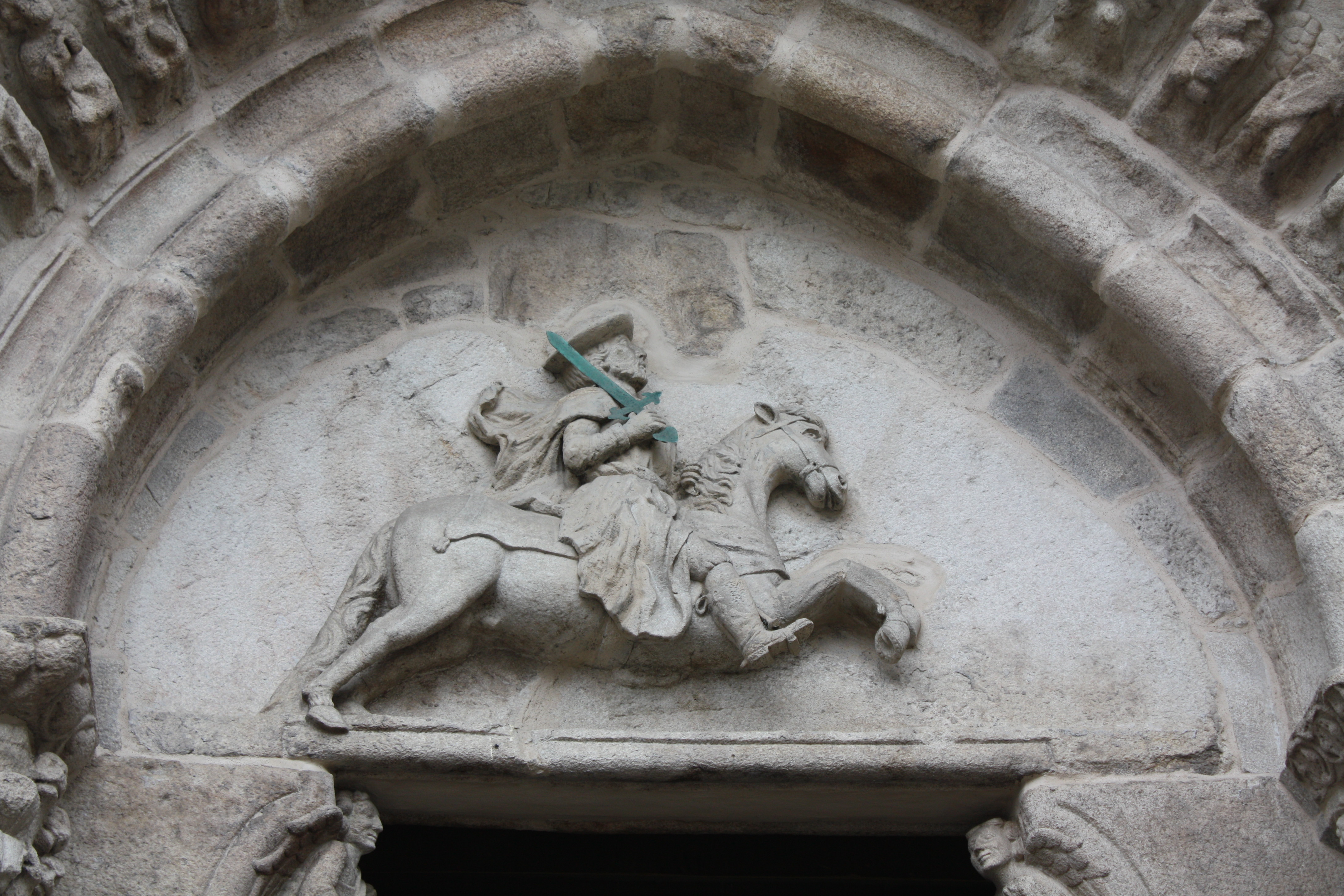
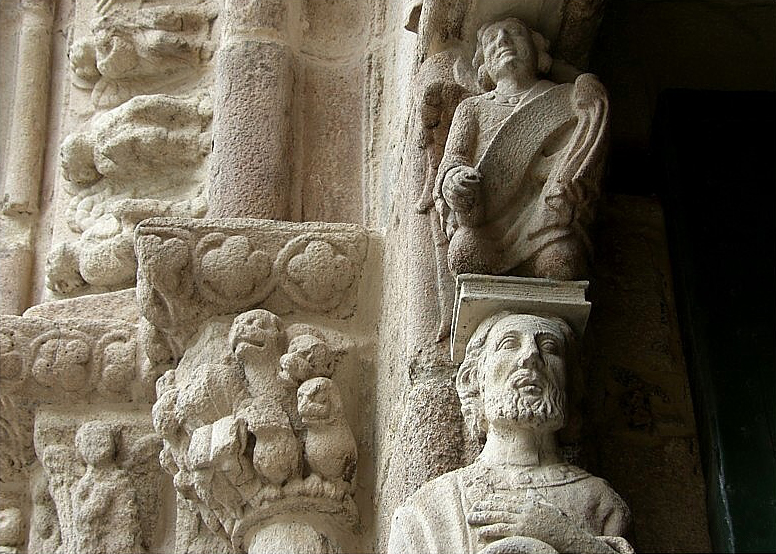
San Marcos
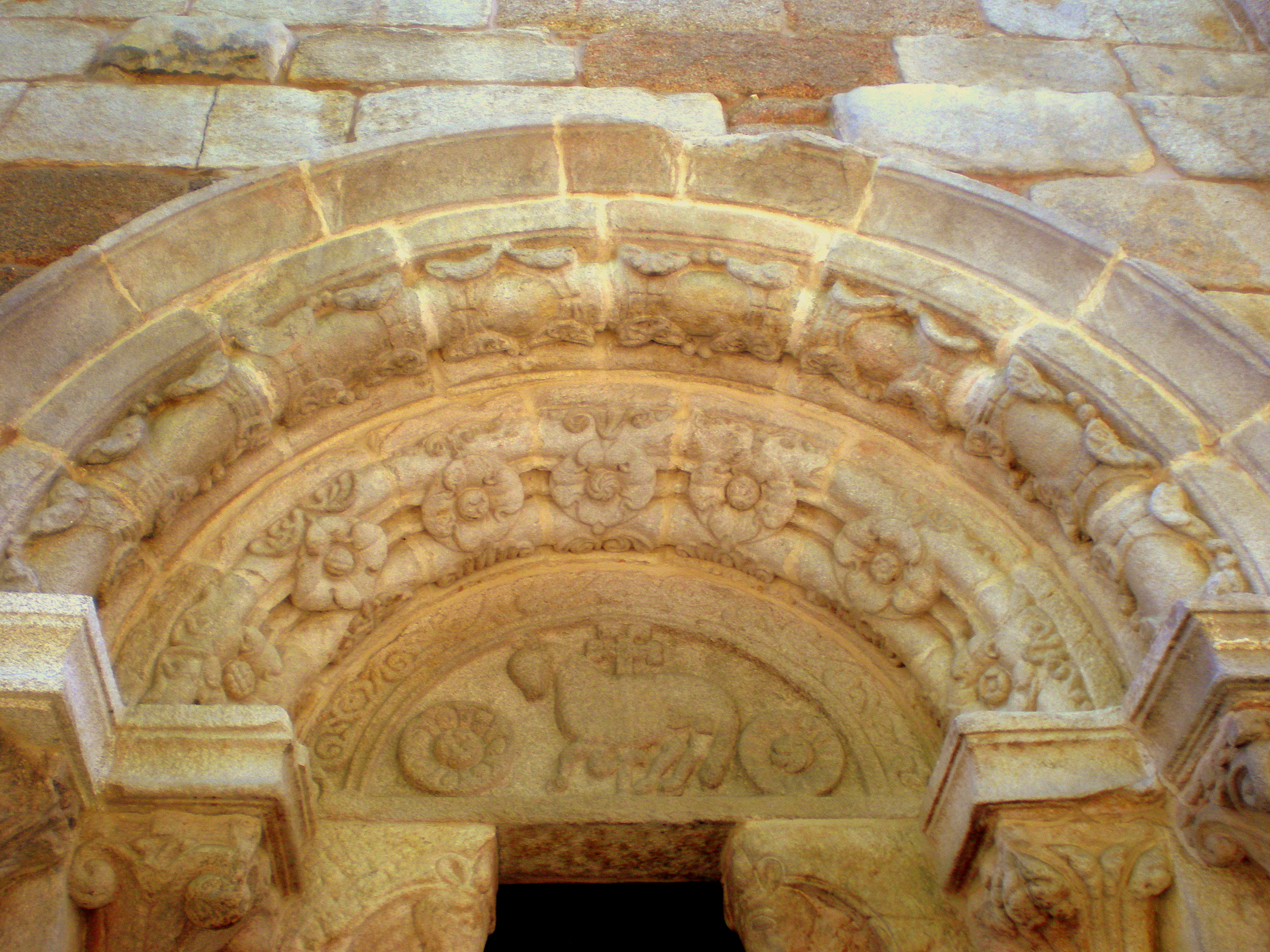
Porta lateral
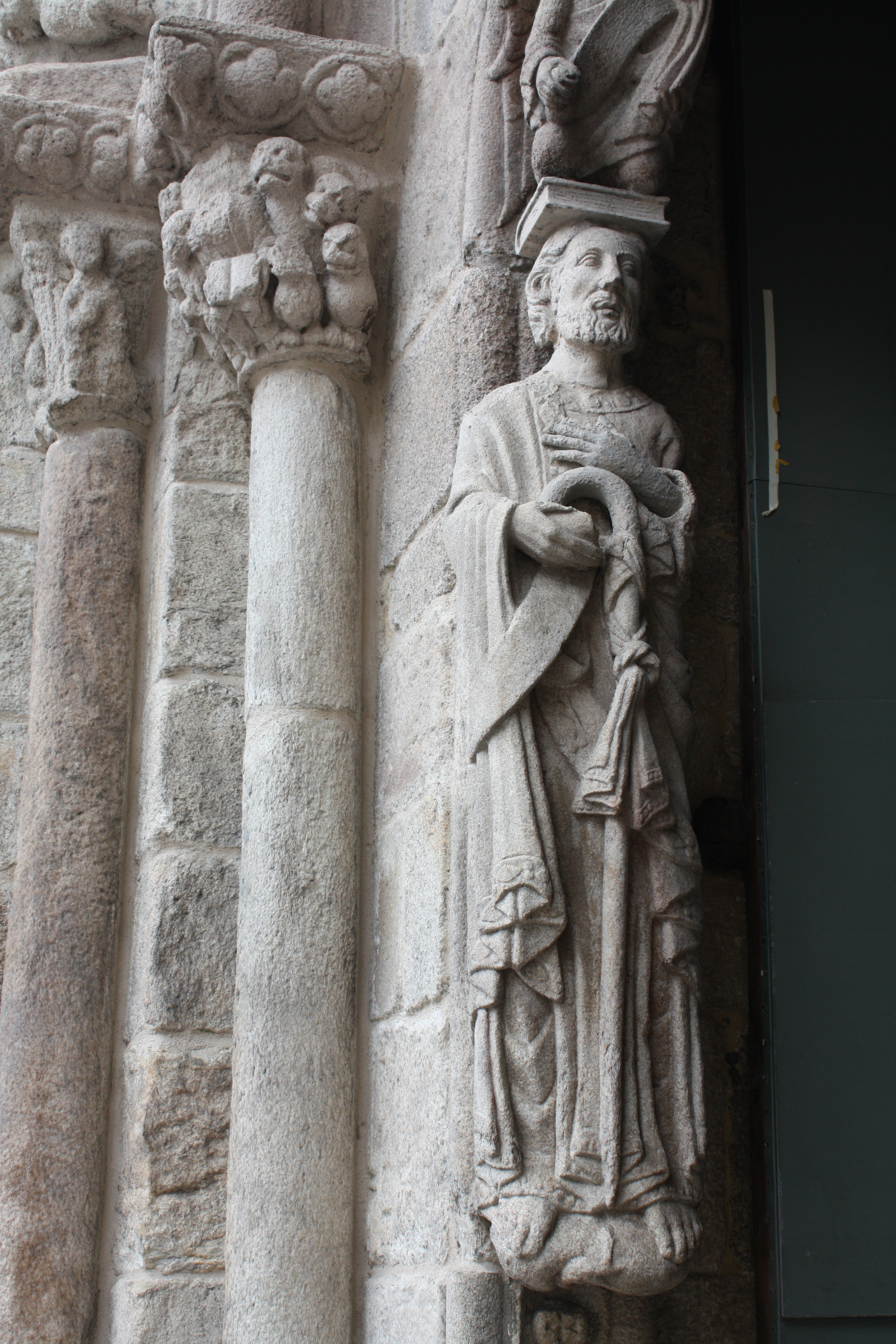
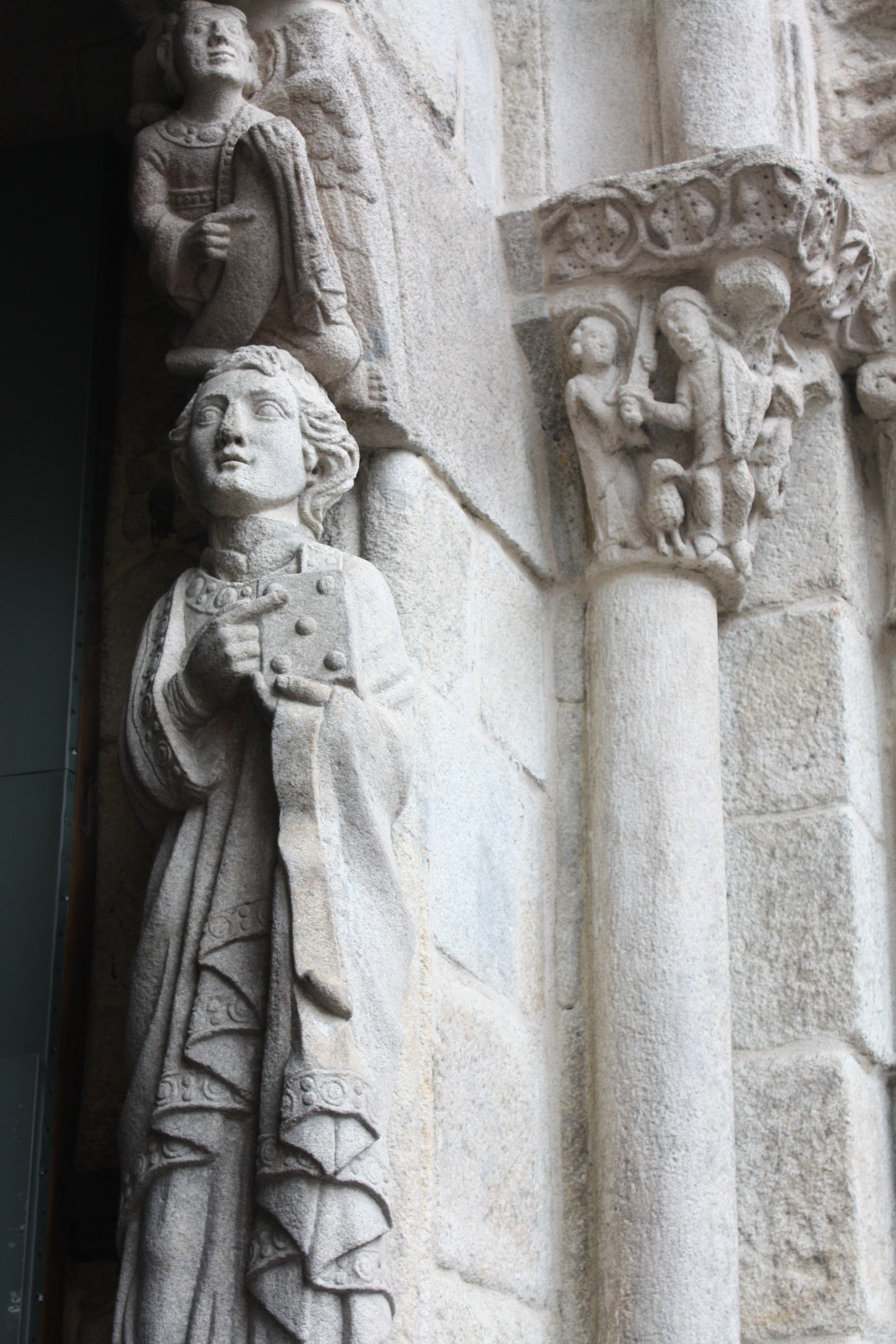
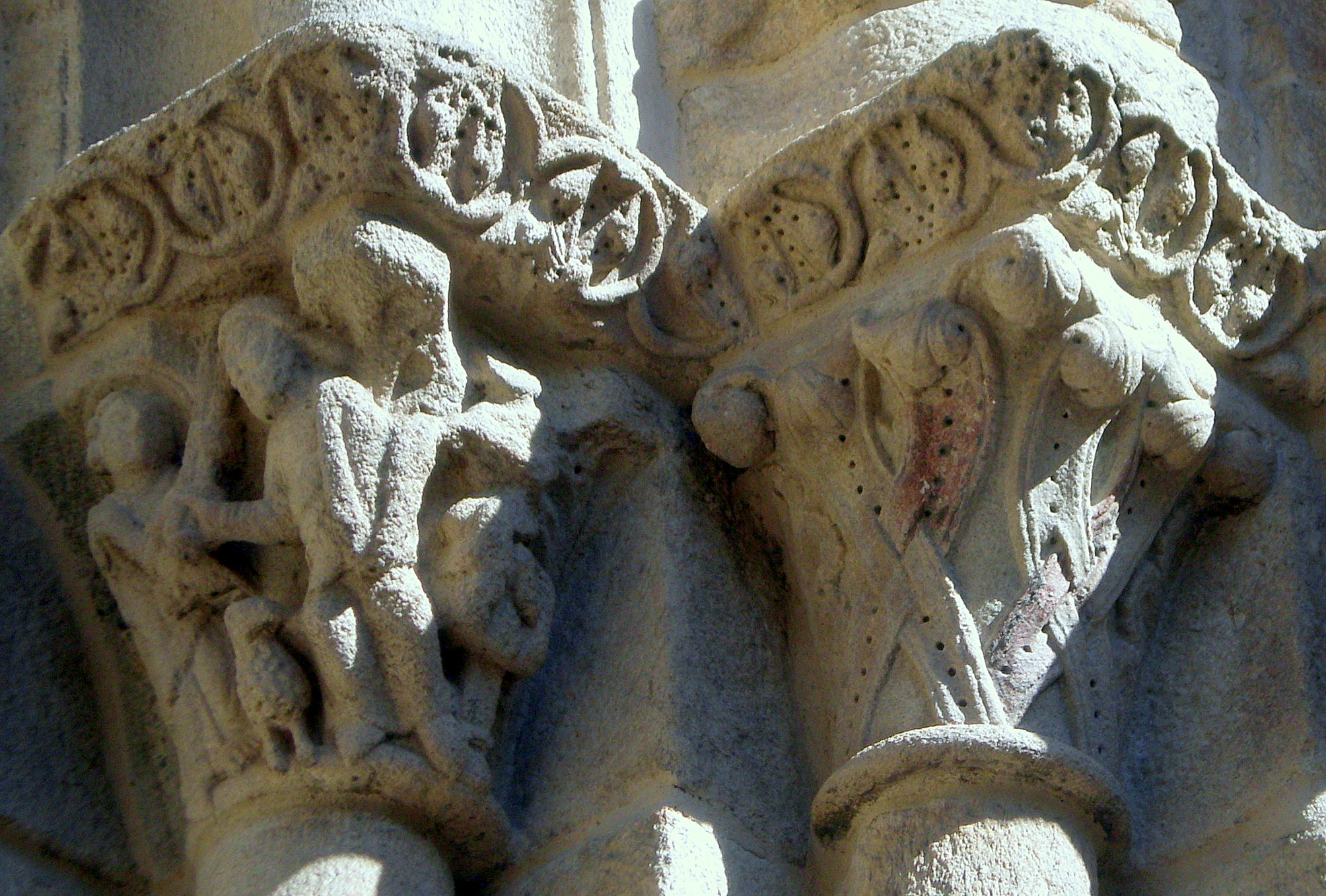
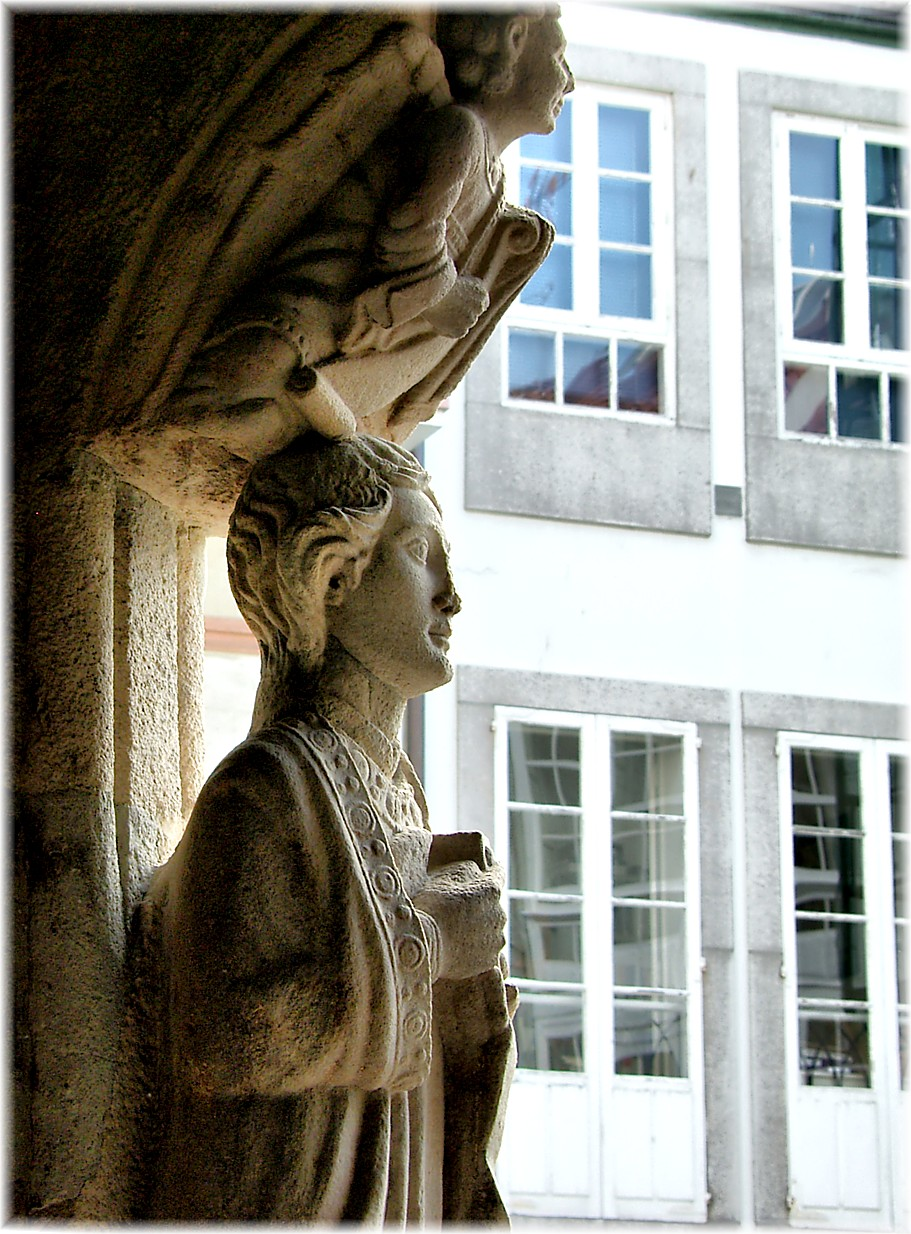